# Kościół Zesłania Ducha Świętego w Boguszowie-Gorcach
Kościół Zesłania Ducha Świętego – rzymskokatolicki kościół parafialny należący do dekanatu Wałbrzych-Południe diecezji świdnickiej. Znajduje się w dzielnicy Gorce.
Jest to świątynia, wybudowana w latach 1928–1929. Jej budowy podjął się ksiądz Martin Schramm, który przybył do Gorc w 1925 roku. Budowla została zaprojektowana przez architekta Karla Fromma. Budowa kościoła została wsparta finansowo przez kopalnię i fundację św. Bonifacego.
Świątynia posiada współczesny (XX-wieczny) charakter i nakryta jest dachem dwuspadowym. Do jednej z jej ścian jest dobudowana wieża w kształcie graniastosłupa o jednokierunkowym pochyleniu dachu. Z wyposażenia kościoła można wyróżnić organy zbudowane w 1936 roku przez firmę W. Sauer/Walcker z Frankfurtu nad Odrą.